# 年下彼氏的戀愛管理癖
《年下彼氏的戀愛管理癖》（日语：年下彼氏の恋愛管理癖）是日本漫畫家櫻日梯子所繪的日本漫畫作品。2012年10月於竹書房的漫畫雜誌《Qpa》上首次刊載，後來移至Libre出版社的雜誌《MAGAZINE BE×BOY》連載，並在2017年11月重新出版新裝版漫畫單行本。本作也是櫻日梯子的首部出版漫畫書籍，與《請把手給我，王子殿下♥》、《獻給你的施虐傾向》有共同世界。
此作獲得2015年日本書店店員票選《BL漫畫排行榜》第二名

## 劇情簡介
阿理是一名研究生，時常埋首於研究之中且會認真到渾然忘我的境界。而阿泉則是阿理的學弟，同樣在研究室裡，是公認同時也是私認的阿理學長的「飼主」，負起照顧阿理學長的責任。原本只是單純地照顧著阿理學長，但阿泉在知道阿理學長被別人上下其手之後，心中便對阿理學長產生了不同的感覺……

## 登場人物
小野塚理（SATOSHI ONOZUKA，聲：平川大輔）
研究生，基本上是個純真的人，但偶爾老舖旅館兒子身上流的商人血液會讓他展現出貪心的一面。會在把熱水倒進泡麵碗後等待泡好的時間中睡著，老是把麵泡爛。喜歡吃鮟鱇魚肝跟蟹膏（喝酒時）。常常被阿泉髮根的黑色部分萌到。日常受阿泉的照顧，自己也說「多虧有阿泉照顧，才有辦法平安地活到今天。」很不會剝三角飯糰的包裝。
平坂泉（IZUMI HIRASAKA，聲：前野智昭）
大四，胸懷「男人就該冷酷又精明」而努力的橫濱人☆被哥哥惡作劇染了頭髮後，反而覺得金髮跟自己很搭，就一直維持金髮的造型。外表的輕浮被他認真的生活中和不少。AB型巨蟹座。很會照顧阿理，常常給熬夜的阿理帶「飼料」，被西島教授稱為是阿理的飼主。
安生高夫（聲：森川智之）
穿著條紋襯衫，青春偶像劇客座教授。本業是為企業服務的建築顧問。不同於外表的輕浮，在工作上相當有原則，且備受肯定。應該說，他本人的個性就是個認真、超級認真的乖小孩。對阿理有興趣。在青春期遭受感情上的創傷。AB型巨蟹座。和某H坂同學（橫濱人）一樣。
西島拓朗（聲：小池謙一）
環境設計研究室的主人。擁有近似動物的直覺，能洞察人心。在阿泉本人發現前就發現「啊──這傢伙愛上我們家的拉車馬了。」發現後還是放任不管，偶爾以在旁煽風點火為樂。
小野塚夫婦：小野塚弘文（聲：各務立基）、小野塚稔（聲：まつだ志緒理）
弘文是到旅館取材的攝影師助手，在阿稔對他一見鍾情，展開熱烈追求後，兩人共結連理，他就以養子名義入贅了。由於他能夠適時制止豬突猛進的阿稔，小野塚家的每個人都相當感謝他。
百崎小梅（聲：吉田麻実）
大四，跟阿泉在同一間居住研討室。從和歌山來東京念書。正在追求打工咖啡廳內的店主。和在東京的高中念書的弟弟兩人住在一起。兩姊弟都同樣戴黑框眼鏡。弟弟：林太郎，對興趣相當狂熱。
百崎林太郎
高三，文藝系文學少年，喜歡的作家是團⚫六、谷崎⚫一郎、寺山⚫司等等。喜歡的A片是昭和的浪漫情色系列。看過和歌山老家倉庫中的春畫收藏後便喜歡上日本畫。尊敬的畫家是伊藤⚫雨。喜歡的類型是「心有所屬的人」。疼愛可悲的人讓他覺得很開心。雖然會看氣氛，卻會徹底無視當下的氛圍。常會找超市櫃檯收銀員這類的打工工作，因為能遇到比較多的人妻。最近發現了新的獵物。
太田幹久
居住學系。小木研究室成員，阿泉的學弟。是在寬廣的北海道大地成長茁壯的男人。天生運氣不佳，每件他認為是好的事情，最後都會反過來咬自己一口。活得非常努力。
小木文子
居住研討室的負責老師。是位有氣質的美麗熟女。雖然年輕時遊戲人間，現在也是三個男孩的母親了。

## 出版書籍
註：有「*」的為限定版。
| 卷數 | 竹書房                       | 竹書房                                         | 東立出版社    | 東立出版社                                  |
| 卷數 | 發售日期                     | ISBN                                           | 發售日期      | EAN / ISBN                                  |
| ---- | ---------------------------- | ---------------------------------------------- | ------------- | ------------------------------------------- |
| 1    | 2013年7月17日                | ISBN 978-4-8124-8347-3                         | 2014年5月14日 | EAN 978-9863-37029-1 ISBN 978-9-8633-7029-1 |
| 2    | *2014年7月26日 2014年9月17日 | *ISBN 978-4-8124-8740-2 ISBN 978-4-8124-8787-7 | 2015年5月13日 | EAN 978-9863-65490-2 ISBN 978-9-8636-5490-2 |

新裝版
| 卷數 | Libre          | Libre                  | 東立出版社     | 東立出版社             |
| 卷數 | 發售日期       | ISBN                   | 發售日期       | ISBN                   |
| ---- | -------------- | ---------------------- | -------------- | ---------------------- |
| 1    | 2017年11月10日 | ISBN 978-4-7997-3594-2 | 2019年10月30日 | ISBN 978-957-26-3298-7 |
| 2    | 2017年11月10日 | ISBN 978-4-7997-3595-0 | 2019年10月30日 | ISBN 978-957-26-3299-4 |

## 廣播劇CD
| 卷數 | Marine ENTERTAINMENT. | Marine ENTERTAINMENT. |
| 卷數 | 發售日期              | 規格編號              |
| ---- | --------------------- | --------------------- |
| 1    | 2014年4月23日         | MMCC-3182             |
| 2    | 2014年12月19日        | MMCC-3185             |
| 3    | 2015年11月26日        | MMCC-3194             |

## 獎項
- 竹書房版第1卷獲得「BL AWARD 2014」最佳封面設計獎第4名。[5]
- 竹書房版第2卷獲得「BL AWARD 2015」最佳漫畫獎第11名。[5]
- 竹書房版第2卷獲得「BL AWARD 2015」最佳色氣BL獎第4名。[5]
- 竹書房版第1卷獲得「這本BL不得了！2014」第12名。[6]
- 竹書房版第2卷獲得「這本BL不得了！2015」第4名。[7]
- 獲得「全國書店員票選推薦BL漫畫2015」第2名。[8]

### 廣播劇CD
《年下彼氏的戀愛管理癖3》
- 獲得「BL AWARD 2016」最佳BLCD獎第13名。[5]

## 外部連結
（页面存档备份，存于）（日語）